# Бистрицьке сільське поселення
Би́стрицьке сільське поселення (рос. Быстрицкое сельское поселение) — адміністративна одиниця у складі Орічівського району Кіровської області Росії. Адміністративний центр поселення — село Бистриця.

## Історія
Станом на 2002 рік на території сучасного поселення існували такі адміністративні одиниці:
- Бистрицький сільський округ (село Бистриця, присілки Табори, Шабаліни)

Поселення було утворене згідно із законом Кіровської області від 7 грудня 2004 року № 284-ЗО у рамках муніципальної реформи шляхом перетворення Бистрицького сільського округу.

## Населення
Населення поселення становить 692 особи (2017; 721 у 2016, 715 у 2015, 740 у 2014, 746 у 2013, 740 у 2012, 735 у 2010, 778 у 2002).

## Склад
До складу поселення входять 3 населених пункти:
| Населений пункт    | Населення, осіб (2002) | Населення, осіб (2010) |
| ------------------ | ---------------------- | ---------------------- |
| Бистриця, село     | 597                    | 597                    |
| Табори, присілок   | 181                    | 138                    |
| Шабаліни, присілок | 0                      | 0                      |